# Liste des épisodes de Prince du tennis
 (avril 2022).
Si vous disposez d'ouvrages ou d'articles de référence ou si vous connaissez des sites web de qualité traitant du thème abordé ici, merci de compléter l'article en donnant les références utiles à sa vérifiabilité et en les liant à la section « Notes et références ».

La liste des épisodes de Prince du tennis décrite ci-dessous est un complément d'information concernant l'anime Prince du tennis.

## Génériques

### Début
| Numéro | Titres         | Artiste             | Épisodes | 1re date de diffusion |
| ------ | -------------- | ------------------- | -------- | --------------------- |
| 1      | Future         | Hiro-X              | 1-26     | 10 octobre 2001       |
| 2      | Driving Myself | Hiro-X              | 27-53    | 17 avril 2002         |
| 3      | Make You Free  | Kimeru              | 54-75    | 23 octobre 2002       |
| 4      | Long Way       | Ikuo                | 76-101   | 9 avril 2003          |
| 5      | Fly High       | Toshihiko Matsunaga | 102-128  | 1er coctobre 2003     |
| 6      | Shining        | Yuki shirai         | 129-153  | 14 avril 2004         |
| 7      | Paradise       | Yūsuke Toriumi      | 154-165  | 6 octobre 2004        |
| 8      | Dream Believer | Osami Masaki        | 166-178  | 12 janvier 2005       |

### Fin
| Numéro | Titres           | Artiste            | Épisodes                   | 1re date de diffusion |
| ------ | ---------------- | ------------------ | -------------------------- | --------------------- |
| 1      | You got Game ?   | Kimeru             | 1-26                       | 10 octobre 2001       |
| 2      | Keep your style  | Masakata Fujishige | 27-35, 38-39, 41-47, 49-53 | 17 avril 2002         |
| 3      | Walk On          | Masataka Fujishige | 36-37, 40, 48              | 19 juin 2002          |
| 4      | White Line       | Aozu               | 54-75                      | 23 octobre 2002       |
| 5      | Kaze no Tabibito | Fureai             | 76-101                     | 9 avril 2003          |
| 6      | Sakura           | Yūmu Hamaguchi     | 102-140                    | 1er octobre 2003      |
| 7      | Wondeful Days    | Pull Tab to Kan    | 141-165                    | 30 juin 2004          |
| 8      | Little Sky       | Kentaro Fukushi    | 166-177                    | 12 janvier 2005       |
| 9      | Future           | Hiro-X             | 178                        | 30 mars 2005          |

## Liste des épisodes
| No      | Titre français                                                     | Titre japonais                                        | Titre japonais                                             | Date de 1re diffusion |
| No      | Titre français                                                     | Kanji                                                 | Rōmaji                                                     | Date de 1re diffusion |
| ------- | ------------------------------------------------------------------ | ----------------------------------------------------- | ---------------------------------------------------------- | --------------------- |
| 1       | L'apparition du Prince                                             | 王子様現る                                            | Ōjisama Arawaru                                            | 10 octobre 2001       |
| 2       | Samurai Junior                                                     | サムライ·ジュニア                                     | Samurai Junia                                              | 17 octobre 2001       |
| 3       | Les voilà, les titulaires de Seigaku !                             | 登場!青学レギュラー                                   | Tōjō! Seigaku Regurā                                       | 24 octobre 2001       |
| 4       | Le garçon nommé la Vipère                                          | マムシと呼ばれる男                                    | Mamushi to Yobareru Otoko                                  | 31 octobre 2001       |
| 5       | Le Snake Shot                                                      | スネイク·ショット                                     | Suneiku Shotto                                             | 7 novembre 2001       |
| 6       | Le fameux Nanjirô Echizen                                          | その男, 越前南次郎                                    | Sono Otoko, Echizen Nanjirō                                | 14 novembre 2001      |
| 7       | Les deux Ryôma                                                     | 二人のリョーマ                                        | Futari no Ryōma                                            | 21 novembre 2001      |
| 8       | Les reprises d'appuis                                              | スプリットステップ                                    | Supuritto Suteppu                                          | 28 novembre 2001      |
| 9       | Dure journée pour les Seigaku !                                    | ザ·ハード·デイ                                        | Za Hādo Dei                                                | 5 décembre 2001       |
| 10      | La nouvelle offensive des Sasabe                                   | 逆襲!佐々部再び                                       | Gyakushū Sasabe Futatabi                                   | 12 décembre 2001      |
| 11      | Ryôma contre Momoshiro                                             | 越前VS桃城                                            | Echizen VS Momoshiro                                       | 19 décembre 2001      |
| 12      | Le duo Ah-Un                                                       | ア·ウンな二人                                         | A Un na Futari                                             | 26 décembre 2001      |
| 13      | Jouez en double !                                                  | 男はダブルス!                                         | Otoko wa Doburusu!                                         | 9 janvier 2002        |
| 14      | Tsubame Gaeshi !                                                   | つばめ返し!                                           | Tsubame Gaeshi!                                            | 16 janvier 2002       |
| 15      | Leurs combats respectifs                                           | それぞれの戦い                                        | Sorezore no Tatakai                                        | 23 janvier 2002       |
| 16      | Boomerang Snake                                                    | ブーメラン·スネイク                                   | Būmeran Suneiku                                            | 30 janvier 2002       |
| 17      | Résistance ou vitesse ?                                            | 小さなガッツポーズ                                    | Chīsana Gattsupōzu                                         | 6 février 2002        |
| 18      | Lettre d'amour                                                     | ラブレター                                            | Raburetā                                                   | 13 février 2002       |
| 19      | Ryôma est blessé                                                   | 傷だらけのリョーマ                                    | Kizudarake no Ryōma                                        | 20 février 2002       |
| 20      | Time limit                                                         | タイムリミット                                        | Taimu Rimitto                                              | 27 février 2002       |
| 21      | Ça chauffe sur le terrain ?                                        | テニスコートは燃えているか?                           | Tenisukōto wa Moeteiruka?                                  | 3 mars 2002           |
| 22      | La malchance de Kaoru                                              | 薫の災難                                              | Kaoru no Sainan                                            | 13 mars 2002          |
| 23      | Le revoilà ! Inui Juice Deluxe                                     | 登場!乾汁デラックス                                   | Tōjyō! Inui Jiru Derakkusu                                 | 20 mars 2002          |
| 24      | Les vacances de Ryôma                                              | リョーマの休日                                        | Ryōma no Kyūhitsu                                          | 27 mars 2002          |
| 25      | Le plus fort de Seigaku (1)                                        | 青学最強の男                                          | Seigaku Saikyō no Otoko                                    | 10 avril 2002         |
| 26      | Le plus fort de Seigaku (2)                                        | 青学最強の男 2                                        | Seigaku Saikyō no Otoko 2                                  | 10 avril 2002         |
| 27      | Les aventures de Karupin                                           | カルピンの冒険                                        | Karupin no Bōken                                           | 17 avril 2002         |
| 28      | Un nouveau titulaire apparaît !?                                   | 新レギュラー現る!?                                    | Shin Regyurā Arawaru!?                                     | 24 avril 2002         |
| 29      | Momo et la vipère                                                  | 桃とマムシ                                            | Momo to Mamushi                                            | 1er mai 2002          |
| 30      | Le scénario de Mizuki                                              | 観月のシナリオ                                        | Mizuki no Shinario                                         | 8 mai 2002            |
| 31      | Moon Volley                                                        | ムーンボレー                                          | Mūno borē                                                  | 15 mai 2002           |
| 32      | Eiji, tu dors ou tu joues !?                                       | 必殺!英二の寝たフリ攻撃!?                             | Hissatsu! Eiji no Neta Furi Kōgeki!?                       | 22 mai 2002           |
| 33      | Tie-break                                                          | タイブレーク                                          | Tai Burēku                                                 | 29 mai 2002           |
| 34      | Twist Spin Shot                                                    | ツイストスピンショット                                | Tsuisuto Supin Shotto                                      | 5 juin 2002           |
| 35      | Drive B                                                            | ドライブB                                             | Doraibu B                                                  | 12 juin 2002          |
| 36      | Fuji Shuusuke, le grand frère                                      | 兄, 不二周助                                          | Ani, Fuji Shuusuke                                         | 19 juin 2002          |
| 37      | La balle de tennis Ryôma                                           | リョーマ印のテニスボール                              | Ryōma Jirushi no Tenisu Bōru                               | 26 juin 2002          |
| 38      | Penal Tea !                                                        | ペナル茶!                                             | Penaru Tii!                                                | 3 juillet 2002        |
| 39      | Higuma Otoshi !                                                    | ヒグマ落とし!                                         | Higuma Otoshi!                                             | 10 juillet 2002       |
| 40      | Un duel sous la pluie                                              | 雨の中の決闘                                          | Ame no Naka no Kettō                                       | 17 juillet 2002       |
| 41      | Problème !                                                         | 波乱!                                                 | Haran!                                                     | 24 juillet 2002       |
| 42      | Oishi est devenu la cible                                          | 狙われた大石                                          | Nerawareta Oishi                                           | 31 juillet 2002       |
| 43      | Lucky Sengoku                                                      | ラッキー千石                                          | Rakkī Sengoku                                              | 7 août 2002           |
| 44      | Jack Knife !                                                       | ジャックナイフ                                        | Jyakku Naifu                                               | 14 août 2002          |
| 45      | Le diable sur le terrain                                           | コートの上の悪魔                                      | Kōto no ue no Akuma                                        | 21 août 2002          |
| 46      | L'esprit du Samurai                                                | サムライ魂                                            | Samurai Tamashī                                            | 28 août 2002          |
| 47      | Ne perds pas !                                                     | 負けられない!                                         | Makerarenai!                                               | 4 septembre 2002      |
| 48      | Moment décisif                                                     | 決着の瞬間                                            | Ketchaku no Toki                                           | 11 septembre 2002     |
| 49      | Match intersport                                                   | 異種核闘戦                                            | Ishukaku Tōsen                                             | 18 septembre 2002     |
| 50      | La spécialité de Seigaku !                                         | 青学名物!                                             | Seigaku Meibutsu!                                          | 25 septembre 2002     |
| 51      | Le défi d'Inui                                                     | 乾の兆戦                                              | Inui no Chōsen                                             | 2 octobre 2002        |
| 52      | La plus grande crise de Seigaku                                    | 青学最大の危機                                        | Seigaku Saidai no Kiki                                     | 9 octobre 2002        |
| 53      | Le retour de Momo                                                  | 帰ってきた桃                                          | Kaettekita Momo                                            | 16 octobre 2002       |
| 54      | L'entraînement spécial de Kaoru                                    | 薫の特訓                                              | Kaoru no Tokkun                                            | 23 octobre 2002       |
| 55      | Hyotei se rapproche                                                | 迫りくる氷帝                                          | Semarikuru Hyōtei                                          | 30 octobre 2002       |
| 56      | Un double à trois                                                  | 3人のダブルス                                         | Sannin no Daburusu                                         | 6 novembre 2002       |
| 57      | Scud Serve                                                         | スッカドサーブ                                        | Sukaddo Sābu                                               | 13 novembre 2002      |
| 58      | La pire combinaison ?                                              | 最悪の相性!?                                          | Saiaku no Aishō!?                                          | 20 novembre 2002      |
| 59      | Un trouble caché                                                   | あくなきこだわり                                      | Akunani Kodawari                                           | 27 novembre 2002      |
| 60      | Puissance contre Puissance                                         | パワーVSパワー                                        | Pawā VS Pawā                                               | 4 décembre 2002       |
| 61      | Duel d'Hadōkyū !                                                   | 波動球合戦!                                           | Hadōkyū Gassen!                                            | 11 décembre 2002      |
| 62      | Le service qui disparaît                                           | 消えるサーブ                                          | Kieru Sābu                                                 | 18 décembre 2002      |
| 63      | Le dernier contre                                                  | 最後のトリプルカウンター                              | Saigo no Toripuru Kauntā                                   | 25 décembre 2002      |
| 64      | Compilation de TeniPuri                                            | 番外編 てにぷり                                       | Bangaihen Tenipuri                                         | 1er janvier 2003      |
| 65      | Deviens le pilier de Seigaku                                       | 青学の柱になれ                                        | Seigaku no Hashira ni Nare                                 | 15 janvier 2003       |
| 66      | Le Rondo de la Destruction                                         | 破滅への輪舞曲                                        | Hametsu e no Rondo                                         | 22 janvier 2003       |
| 67      | La dernière balle                                                  | 最後の一球                                            | Saigo no Ikkyū                                             | 29 janvier 2003       |
| 68      | Le Tie-Break sans fin                                              | 終わりなきタイブレーク                                | Owarinaki Taiburēku                                        | 5 février 2003        |
| 69      | Qui sera titulaire ?                                               | レギュラーの座は誰の手に?                             | Regyurā no Za wa Dare no Te ni?                            | 12 février 2003       |
| 70      | Tennis VS Ping Pong                                                | テニスVSピンポン                                      | Tenisu VS Pinpon                                           | 19 février 2003       |
| 71      | C'est un rencart !                                                 | デートだ                                              | Dēto Da!                                                   | 26 février 2003       |
| 72      | Kaoru devient Ryōma                                                | 薫, リョーマになる                                    | Kaoru, Ryōma ni Naru                                       | 5 mars 2003           |
| 73      | La décision de Tezuka                                              | 手塚の決意                                            | Tezuka no Ketsui                                           | 12 mars 2003          |
| 74      | Un message pour Echizen                                            | 越前へのメッセージ                                    | Echizen he no Messēji                                      | 19 mars 2003          |
| 75      | Adieu, Tezuka Kunimitsu                                            | さらば, 手塚国光                                      | Saraba, Tezuka Kunimitsu                                   | 26 mars 2003          |
| 76      | Seigaku contre Jōsei Shōnan                                        | 青学対城成湘南                                        | Seigaku tai Jōsei Shōnan                                   | 9 avril 2003          |
| 77      | La bataille entre le calme et le passionné                         | 冷静と情熱の戦い                                      | Reisei to Jyōnetsu no Tatakai                              | 16 avril 2003         |
| 78      | Thunderbolt                                                        | サンダーボルト                                        | Sandāboruto                                                | 23 avril 2003         |
| 79      | I Formation                                                        | I フォーメーション                                    | I Fōmēshon                                                 | 30 avril 2003         |
| 80      | Le style de l'imitateur                                            | プリテンダーの戦法                                    | Puritendā Senbō                                            | 7 mai 2003            |
| 81      | Vipère contre Fausse Vipère                                        | マムシVSニセマムシ                                    | Mamushi VS Nise Mamushi                                    | 14 mai 2003           |
| 82      | La tentation d'Hanamura                                            | 華村の誘惑                                            | Hanamura no Yūwaku                                         | 21 mai 2003           |
| 83      | Son meilleur chef-d'œuvre                                          | 最高の作品                                            | Saikō no Sakuhin                                           | 28 mai 2003           |
| 84      | Deep Impulse                                                       | ディープ·インパルス                                   | Dīpu Inparusu                                              | 4 juin 2003           |
| 85      | Le résultat du combat mortel                                       | 死闘の果て                                            | Shitō no Hate                                              | 11 juin 2003          |
| 86      | Monte ton rythme !                                                 | リズムにHigh!                                         | Rizumu ni High!                                            | 18 juin 2003          |
| 87      | Prince of Tennis Spécial !                                         | テニスの王子様スペシャル!                             | Tenisu no Ōjisama Supesharu!                               | 25 juin 2003          |
| 88      | Prince of Tennis Spécial 2 !                                       | テニスの王子様スペシャル!                             | Tenisu no Ōjisama Supesharu 2!                             | 25 juin 2003          |
| 89      | Seigaku, Dadada Dan                                                | 青学, ダダダ壇                                        | Seigaku, Dadada dan                                        | 2 juillet 2003        |
| 90      | Beach Volley à Bōsō                                                | 房総ビーチバレー                                      | Bōsō Bīchibarē                                             | 9 juillet 2003        |
| 91      | Le Capitaine en 1ère année de Rokkaku                              | 六角中の一年生部長                                    | Rokkaku Chū no Ichinensei Buchō                            | 16 juillet 2003       |
| 92      | Le garçon à la longue raquette                                     | 長ラケットの男                                        | Naga Raketto no Otoko                                      | 23 juillet 2003       |
| 93      | Dash Hadōkyū                                                       | ダッシュ波動球                                        | Dasshu Hadōkyū                                             | 30 juillet 2003       |
| 94      | Le plan secret pour sceller Kikumaru                               | 菊丸封じの秘策                                        | Kikumaru Fūji no Hisaku                                    | 6 août 2003           |
| 95      | Tsubame Gaeshi, vaincu !                                           | つばめ返し, 破れたり!                                 | Tsubame Gaeshi, Yaburetari!                                | 13 août 2003          |
| 96      | Enflamme-toi, Ryōma !                                              | 燃えろリョーマ!                                       | Moero Ryōma!                                               | 20 août 2003          |
| 97      | Le smash de la victoire                                            | 決着のスマッシュ                                      | Ketchaku no Sumasshu                                       | 27 août 2003          |
| 98      | Prince du Billard                                                  | ビリヤードの王子様                                    | Biryādo no Ouji-sama                                       | 3 septembre 2003      |
| 99      | La raquette maudite                                                | 呪いのラケット                                        | Noroi no Raketto                                           | 10 septembre 2003     |
| 100     | Capitaine Oishi                                                    | キャプテン大石                                        | Kyaputen Ooishi                                            | 17 septembre 2003     |
| 101     | Manger Rikkaidai !                                                 | 立海大を食え!                                         | Rikkaidai wo Kue!                                          | 24 septembre 2003     |
| 102     | Les murmures de Mizuki                                             | 観月のささやき                                        | Mizuki no Sasayaki                                         | 1er octobre 2003      |
| 103     | Nuit blanche                                                       | 眠れない夜                                            | Nemurenai Yoru                                             | 8 octobre 2003        |
| 104     | Ryōma contre Sanada                                                | リョーマVS真田                                        | Ryōma VS Sanada                                            | 15 octobre 2003       |
| 105     | La défaite totale de Ryōma                                         | リョーマ惨敗                                          | Ryouma Zanpai                                              | 22 octobre 2003       |
| 106     | Direction le camp d'entraînement !                                 | 合宿に行こう!                                         | Gasshuku ni Ikou!                                          | 29 octobre 2003       |
| 107     | Le Capitaine apparaît !?                                           | 部長あらわる!?                                        | Buchou Arawaru!?                                           | 5 novembre 2003       |
| 108     | Surprise au camp !                                                 | 合宿でドッキリ!                                       | Gasshuku de Dokkiri!                                       | 12 novembre 2003      |
| 109     | Tennis Biathlon                                                    | テニス・バイアスロン                                  | Tennis Biathlon                                            | 19 novembre 2003      |
| 110     | Saute, Kabaji !                                                    | Tobe! Kabaji                                          | 翔べ!樺地                                                  | 26 novembre 2003      |
| 111     | Le génie original, Fuji Shuusuke                                   | 元祖天才・不二周助                                    | Ganso Tensai, Fuji Shuusuke                                | 3 décembre 2003       |
| 112     | Hadōkyū contre Scud Serve                                          | 波動球VSスカッドサーブ                                | Hadōkyū VS Scud Serve                                      | 10 décembre 2003      |
| 113     | Atobe le magnifique                                                | 麗しの跡部                                            | Uruwashi no Atobe                                          | 17 décembre 2003      |
| 114     | Ryōma s'y met !                                                    | リョーマがゆく!                                       | Ryouma ga Yuku!                                            | 24 décembre 2003      |
| 115     | Un match de baseball entre hommes / Prince du Désert               | 男だらけの野球大会 / 荒野の王子様                     | Otokodarake no Yakyuu Taikai / Kouya no Ouji-sama          | 7 janvier 2004        |
| 116-117 | Seigaku contre le Champion Rikkaidai ! C'est moi qui gagnerai !!   | 青学VS王者立海大 勝つのは俺だ!!                       | Seigaku vs Ouja Rikkaidai: Katsu no wa Ore Da!!            | 21 janvier 2004       |
| 118     | La cérémonie du combat                                             | 戦いの儀式                                            | Tatakai no Gishiki                                         | 28 janvier 2004       |
| 119     | Un double sur la corde raide                                       | 綱渡りのダブルス                                      | Tsunawatari no Doubles                                     | 4 février 2004        |
| 120     | Kikumaru, démasqué par Niou                                        | 仁王に見抜かれた菊丸                                  | Niou ni Minukareta Kikumaru                                | 11 février 2004       |
| 121     | La décision de Yagyuu                                              | 柳生の決断                                            | Yagyuu no Ketsudan                                         | 18 février 2004       |
| 122     | Les hurlements d'Inui !!                                           | 乾、吠える!!                                          | Inui, Hoeru!!                                              | 25 février 2004       |
| 123     | La conclusion du match des souvenirs                               | 思い出の決着                                          | Omoide no Kecchaku                                         | 3 mars 2004           |
| 124     | Le piège de sang de Kirihara                                       | 切原の赤い罠                                          | Kirihara no Akai Wana                                      | 10 mars 2004          |
| 125     | Fuji est furieux                                                   | 怒りの不二                                            | Ikari no Fuji                                              | 17 mars 2004          |
| 126     | Affrontement ! Ryōma contre Sanada                                 | 激突! リョーマVS真田                                  | Gekitotsu! Ryouma vs Sanada                                | 24 mars 2004          |
| 127     | Technique secrète ! Le service invisible                           | 奥義! 見えないサーブ                                  | Ougi! Mienai Serve                                         | 31 mars 2004          |
| 128     | Conclusion ! Qui va l'emporter ?                                   | 決着! 勝つのはどっちだ                                | Kecchaku! Katsu no wa Docchi Da                            | 7 avril 2004          |
| 129     | La balade du samurai                                               | サムライの詩（うた）                                  | Samurai no Uta                                             | 14 avril 2004         |
| 130     | On veut voir Tezuka                                                | 手塚に会いたい                                        | Tezuka ni Aitai                                            | 21 avril 2004         |
| 131     | Never Give Up                                                      | ネバーギブアップ                                      | Nebaa Gibu Appu                                            | 28 avril 2004         |
| 132     | La joyeuse famille Teni-Puri                                       | ゆかいなテニプリ一家                                  | Yukai na Tenipuri Ikka                                     | 5 mai 2004            |
| 133     | Le meilleur chef de sushi du Japon                                 | 日本一の寿司屋                                        | Nipponichi no Sushiya                                      | 12 mai 2004           |
| 134     | Mon Prince                                                         | わたしの王子様                                        | Watashi no Ouji-sama                                       | 19 mai 2004           |
| 135     | Les vacances d'été de Kikumaru                                     | 菊丸の夏休み                                          | Kikumaru no Natsuyasumi                                    | 26 mai 2004           |
| 136     | Camp de sélection des juniors, rassemblement                       | ジュニア選抜、集まる                                  | Junya Senbatsu, Atsumaru                                   | 2 juin 2004           |
| 137     | Le membre qu'on soupçonnait                                        | 疑われた仲間                                          | Utagawareta Nakama                                         | 9 juin 2004           |
| 138     | Ryōma contre Kirihara ! Surpasse ta violence                       | リョーマVS切原! 激闘を越えて                          | Ryouma Tai Kirihara! Gekitou wo Koete                      | 16 juin 2004          |
| 139     | La renaissance de Sengoku Kiyosumi                                 | 新生・千石清純                                        | Shinsei Sengoku Kiyosumi                                   | 23 juin 2004          |
| 140     | Bon retour parmi nous, Tezuka Kunimitsu                            | おかえり、手塚国光                                    | Okaeri Tezuka Kunimitsu                                    | 30 juin 2004          |
| 141     | Atobe contre Sanada, le match ultime !                             | 跡部×真田 頂上対決!                                   | Atobe-Sanada: Choujou Taiketsu!                            | 30 juin 2004          |
| 142     | Le garçon venu des États-Unis                                      | アメリカから来た少年                                  | Amerika kara Kita Shounen                                  | 7 juillet 2004        |
| 143     | Le choix de Tezuka                                                 | 手塚の選択                                            | Tezuka no Sentaku                                          | 14 juillet 2004       |
| 144     | Formation ! Dream Team                                             | 結成! ドリームチーム                                  | Kessei! Dream Team                                         | 21 juillet 2004       |
| 145     | Ryōma et Kevin                                                     | リョーマとケビン                                      | Ryouma to Kebin                                            | 28 juillet 2004       |
| 146     | L'ambition de l'équipe américaine                                  | アメリカチームの野望                                  | Amerika Tiimu no Yabou                                     | 4 août 2004           |
| 147     | Les plus forts ! Atobe et Sanada                                   | 最強! 跡部&真田                                       | Saikyou! Atobe & Sanada                                    | 18 août 2004          |
| 148     | Le scénario de Baker                                               | ベイカーのシナリオ                                    | Beikaa no Shinario                                         | 25 août 2004          |
| 149     | Le Tango de la Destruction                                         | 破滅へのタンゴ                                        | Hametsu e no Tango                                         | 1er septembre 2004    |
| 150     | Le double des beaux gosses                                         | イケメン・ダブルス                                    | Ikemen Daburusu                                            | 8 septembre 2004      |
| 151     | Des marionettes remplies de tristesse                              | 哀しみのマリオネット                                  | Kanashimi no Marionetto                                    | 15 septembre 2004     |
| 152     | Bobby Max la Bête                                                  | 野獣ボビーマックス                                    | Yajuu Bobii Makkusu                                        | 22 septembre 2004     |
| 153     | Un combat jusqu'à la limite                                        | 限界への挑戦                                          | Genkai e no Chousen                                        | 29 septembre 2004     |
| 154     | Génie contre Tennis Machine                                        | 天才VSテニスマシン                                    | Tensai VS Tenisu Mashin                                    | 6 octobre 2004        |
| 155     | La bataille d'1 mm                                                 | 1ミリの攻防                                           | 1 miri no Koubou                                           | 6 octobre 2004        |
| 156     | Qui va jouer !?                                                    | 出るのはどっちだ!?                                    | Deru no wa Docchi Da!?                                     | 13 octobre 2004       |
| 157     | La balle fantôme                                                   | 幻のファントムボール                                  | Maboroshi no Fantomu Bouru                                 | 20 octobre 2004       |
| 158     | La confrontation tant attendue - Ryoma contre Kevin                | 念願の対決 リョーマVSケビン                           | Nengan no Taiketsu : Ryouma VS Kebin                       | 27 octobre 2004       |
| 159     | Illusion                                                           | イリュージョン                                        | Iruujon                                                    | 3 novembre 2004       |
| 160     | Jeu, set et match                                                  | ゲームアンドマッチ                                    | Geemu ando Macchi                                          | 10 novembre 2004      |
| 161     | Cours, Momo !                                                      | 走れ、桃!                                             | Hashire, Momo!                                             | 17 novembre 2004      |
| 162     | Les souvenirs de la Golden Pair                                    | ゴールデンペアの思い出                                | Gouruden Pea no Omoide                                     | 1er décembre 2004     |
| 163     | Le monde inconnu de Kaido                                          | 海堂の知らない世界                                    | Kaidou no Shiranai Sekai                                   | 8 décembre 2004       |
| 164     | Le plan secret et choquant de Seigaku                              | 青学ドッキリ（秘）作戦                                | Seigaku Dokkiri (Maruhi) Sakusen                           | 15 décembre 2004      |
| 165     | La famille Tenipuri va à Hawaii !? / Noël dans la famille Tenipuri | テニプリ一家ハワイに行く!? - テニプリ一家のクリスマス | Tenipuri Ikka Hawai ni Iku!? / Tenipuri Ikka no Kurisumasu | 22 décembre 2004      |
| 166     | La spécialité de Seigaku, à nouveau                                | 青学名物、ふたたび                                    | Seigaku Meibutsu, Futatabi                                 | 12 janvier 2005       |
| 167     | Les rivaux éternels, Momoshiro contre Kaido                        | 永遠のライバル、桃城VS海堂                            | Eien no Raibaru, Momoshiro vs Kaidou                       | 19 janvier 2005       |
| 168     | La décision de Ryoma                                               | リョーマの決断                                        | Ryouma no Ketsudan                                         | 26 janvier 2005       |
| 169     | Des sentiments indécis                                             | ゆれる想い                                            | Yureru Omoi                                                | 26 janvier 2005       |
| 170     | Enflamme-toi, Echizen !                                            | 燃えろ越前!                                           | Moero Echizen!                                             | 2 février 2005        |
| 171     | À mon cher ami                                                     | 親愛なる友へ                                          | Shinainaru Tomo e                                          | 9 février 2005        |
| 172     | Goodbye, Seigaku                                                   | グッバイ青学                                          | Guubai Seigaku                                             | 16 février 2005       |
| 173     | Le samurai à New York                                              | サムライニューヨーク                                  | Samurai Nyuu Youku                                         | 23 février 2005       |
| 174     | Tezuka Kunimitsu contre Fuji Shuusuke                              | 手塚国光VS不二周助                                    | Tezuka Kunimitsu VS Fuji Shuusuke                          | 2 mars 2005           |
| 175     | Le vrai niveau des élèves en troisième année                       | 三年目の本気                                          | Sannenme no Honki                                          | 9 mars 2005           |
| 176     | Climax                                                             | クライマックス                                        | Kuraimakkusu                                               | 16 mars 2005          |
| 177     | Une promesse inoubliable                                           | 忘れられない約束                                      | Wasurerarenai Yakusoku                                     | 23 mars 2005          |
| 178     | Au revoir, mon Prince                                              | さよなら王子様                                        | Sayonara Ouji-sama                                         | 30 mars 2005          |